# The Gourishankar
The Gourishankar – rosyjski zespół założony w 2002 roku przez Nomy'ego Agarsona i Dorana Ushera grający rocka progresywnego.

## Skład
Zespół tworzą:
- Vlad MJ Whiner – śpiew
- Doran Usher(Pavel Yertsev) –  instrumenty klawiszowe
- Nomy Agranson(Alexandr Agranovich) – gitary
- Cat Heady –  perkusja

## Dyskografia
Zespół nagrał dwa albumy studyjne oraz jeden minialbum:
- Integral Symphony (EP, wydanie własne) (2002)[4]
- Close Grip (CD, self-released) (2003)
- 2nd Hands (CD, Unicorn Digital) (2007)
- Close Grip (CD, wznowienie) zawiera dodatkowy utwór – cover zespołu Gentle Giant (Unicorn Digital/Mals Records) (2008)
- World Unreal (CD) (2016)